# Helmut Schmidt
 Der er for få eller ingen kildehenvisninger i denne artikel, hvilket er et problem. Du kan hjælpe ved at angive troværdige kilder til de påstande, som fremføres i artiklen.

Helmut Heinrich Waldemar Schmidt (23. december 1918 – 10. november 2015) var en tysk socialdemokratisk politiker. Han var forbundskansler i Vesttyskland fra 1974 til 1982, forsvarsminister og finansminister, samt økonomi- og udenrigsminister i kortere perioder.
Schmidt blev født i Hamborg. Hans forældre var lærere, men han blev selv uddannet ved Hamburg Lichtwark-skole i 1937. Han aftjente sin værnepligt, bl.a. under 2. verdenskrig, hvor han var ved luftforsvaret i Bremen. Han blev taget til fange af det britiske militær i april 1945 ved Lüneburg, og sad som krigsfange indtil august.
I 1942 giftede han sig med Hannelore "Loki" Glaser.
I 1946 meldte han sig ind i det socialdemokratiske parti, SPD, og fra 1947–1948 var han formand for Sozialistischer Deutscher Studentenbund (SDS), der var den tyske socialdemokratiske studenterorganisation.
Han blev valgt til forbundsdagen (Bundestag) i 1953, og i 1957 blev han medlem af gruppeledelsen i SPD. Han kritiserede den konservative ledelse hårdt, og blev kendt som "Schmidt-Schnauze" ("højtråbende Schmidt"). 
I 1958 blev han en del af den nationale SPD-ledelse (Bundesvorstand), og brugte denne platform til at kæmpe mod atomare våben, og især mod at udstyre det vesttyske forsvar (Bundeswehr) med atomvåben. 
Schmidt blev forbundskansler den 16. maj 1974, efter at Willy Brandt havde indgivet sin afskedsbegæring. Den verdensomspændende recession, der prægede begyndelsen af 1970'erne, var den væsentligste opgave i hele hans kanslerperiode, og han førte en hård og konservativ linje i den økonomiske politik.
På den udenrigspolitiske front tilnærmede han Vesttyskland til Valéry Giscard d'Estaings Frankrig, og han var i 1975 med til at stifte OSCE.
Efter valget i 1976 fortsatte han en koalition med det liberale FDP, og herefter skiftede han politisk fokus, især pga. fremkomsten af intern terrorisme i form af Rote Armee Fraktion, der med bomber og bortførelser skabte en spændt atmosfære i hele Vesteuropa.
Helmut Schmidt fortsatte også efter sit ophør som tysk forbundskansler med at være en højt respekteret politiker, og udgav også en række bøger, primært om politiske emner.
Helmut Schmidt afgik ved døden den 10. november 2015, i en alder af 96 år.